# Lehman Orchard and Aqueduct
Le Lehman Orchard and Aqueduct est un district historique du comté de White Pine, dans le Nevada, aux États-Unis. Protégé au sein du parc national du Grand Bassin, cet ensemble architectural comprenant un verger et un aqueduc est lui-même inscrit au Registre national des lieux historiques depuis le 25 février 1975.